# Denges
Denges ist eine politische Gemeinde im Distrikt Morges des Kantons Waadt in der Schweiz. Der frühere deutsche Name Dalingen wird heute nicht mehr verwendet.

## Geographie
Denges liegt auf 399 m ü. M., 3,5 km ostnordöstlich der Bezirkshauptstadt Morges (Luftlinie). Das Dorf erstreckt sich am Nordosthang des Hügels Monteiron, westlich der Venoge, im Waadtländer Mittelland, nahe dem Nordufer des Genfersees.
Die Fläche des 1,7 km² grossen Gemeindegebiets umfasst einen flachen Abschnitt im Waadtländer Mittelland. Der Gemeindeboden erstreckt sich vom gewundenen Lauf der Venoge westwärts über die Talniederung bis auf den Hügel Monteiron, auf dem mit 433 m ü. M. der höchste Punkt von Denges erreicht wird. Im Norden reicht das Gebiet über eine Talmulde bis an den Hang des Plateaus von Echandens. Von der Gemeindefläche entfielen 1997 41 % auf Siedlungen, 7 % auf Wald und Gehölze und 52 % auf Landwirtschaft.
Zu Denges gehören zwei grössere Gewerbezonen. Nachbargemeinden von Denges sind Ecublens, Saint-Sulpice, Préverenges, Lonay und Echandens.

## Bevölkerung
Mit 1818 Einwohnern (Stand 31. Dezember 2023) gehört Denges zu den mittelgrossen Gemeinden des Kantons Waadt. Von den Bewohnern sind 84,4 % französischsprachig, 5,3 % portugiesischsprachig und 2,8 % deutschsprachig (Stand 2000). Die Bevölkerungszahl von Denges belief sich 1850 auf 204 Einwohner, 1900 auf 213 Einwohner. Seit 1950 (281 Einwohner) wurde eine rasante Bevölkerungszunahme mit einer Vervierfachung der Einwohnerzahl innerhalb von 50 Jahren verzeichnet.

## Wirtschaft
Denges war bis in Mitte des 20. Jahrhunderts ein vorwiegend durch die Landwirtschaft geprägtes Dorf. Heute hat der Ackerbau nur noch eine marginale Bedeutung in der Erwerbsstruktur der Bevölkerung. An den Südhängen westlich von Echandens gibt es etwas Weinbau. Seit den 1960er Jahren wurden zwei Gewerbe- und Industriezonen geschaffen, die zahlreiche Arbeitsplätze bieten. Zu den ortsansässigen Firmen gehören die Fassadenbaufirma Félix Constructions SA, ein Baumaterialiengeschäft, ein Plattengeschäft und ein Fitnesscenter (Askesis SA). In den letzten Jahrzehnten hat sich das Dorf zu einer Wohngemeinde entwickelt. Viele Erwerbstätige sind deshalb Wegpendler, die vor allem in Morges und Lausanne arbeiten.

## Verkehr

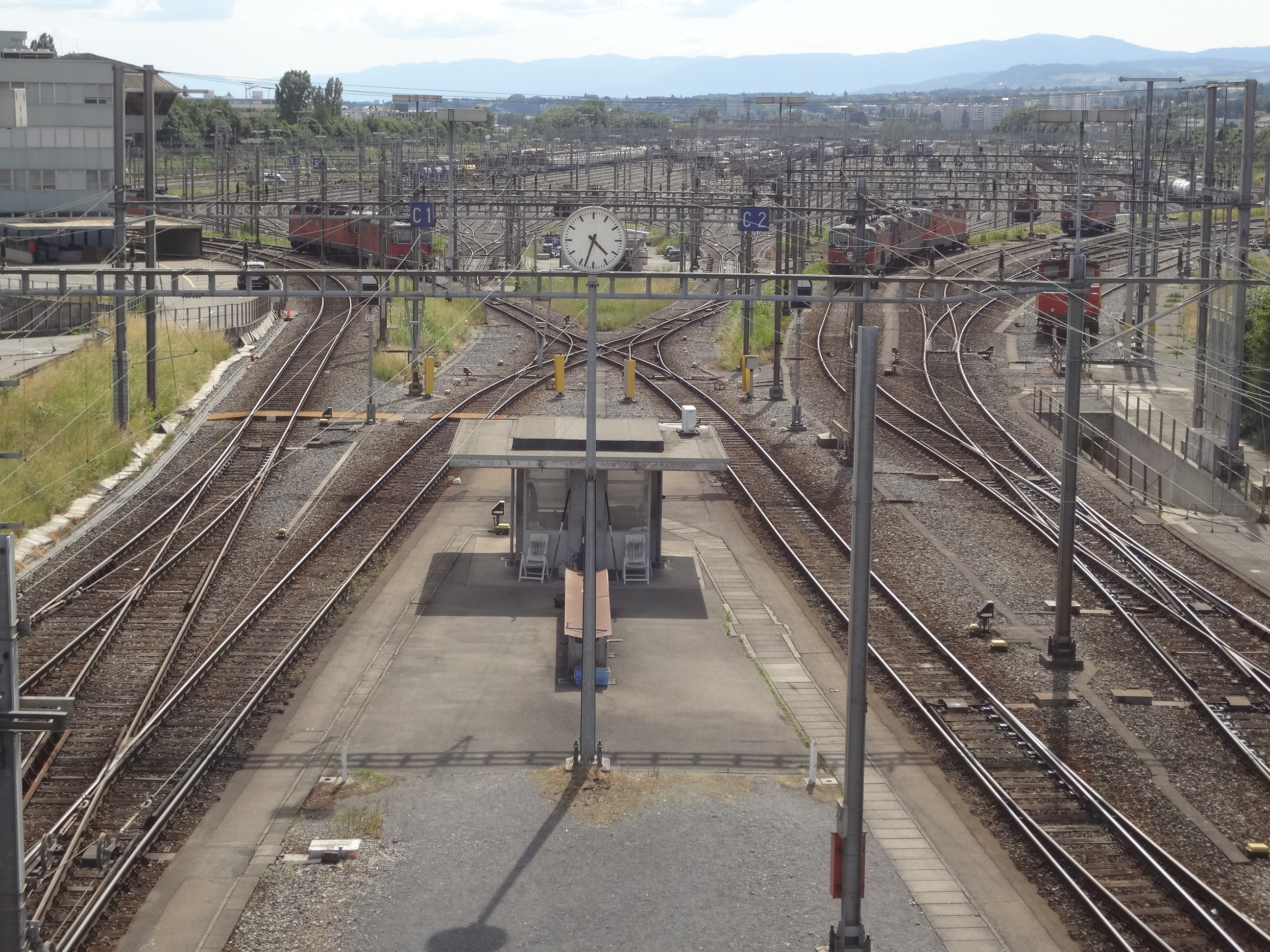
Blick Richtung Westen von der Straßenbrücke auf den Personenbahnhof Denges-Echandens und den Ablaufberg des Rangierbahnhofs Lausanne

Die Gemeinde ist verkehrstechnisch gut erschlossen. Sie liegt an der Hauptstrasse von Morges nach Crissier. Durch das nördliche Gemeindegebiet verläuft die 1964 eröffnete A1 (Genf-Lausanne). Die nächsten Anschlüsse befinden sich in Morges und in Crissier.
Am 1. Juli 1855 wurde der Abschnitt Renens–Morges der Bahnstrecke Lausanne–Genf eingeweiht, Denges besitzt jedoch erst seit 1890 eine Haltestelle. 
Von 1969 bis 1971 wurde der grosse SBB-Rangierbahnhof Lausanne-Triage (französisch für Rangierbahnhof) angelegt, der mit einer Gleislänge von rund 60 Kilometern etwa 17 Hektar des Gemeindegebietes von Denges einnimmt; der westliche Teil liegt auf dem Gebiet von Lonay.

## Geschichte
Die erste urkundliche Erwähnung des Ortes erfolgte bereits im Jahr 964 unter dem Namen Dallingis. Später erschienen die Bezeichnungen apud Dangias (1005), Les Denges (1164) und 1184 der heutige Name. Der Ortsname geht vermutlich auf den Personennamen Dallo zurück und bedeutet bei den Leuten des Dallo.
Im Mittelalter hatten in Denges das Domkapitel von Lausanne, das Benediktinerpriorat Saint-Sulpice sowie die Abteien Lac de Joux (L’Abbaye) und Bellevaux Grundbesitz. Mit der Eroberung der Waadt durch Bern im Jahr 1536 kam das Dorf unter die Verwaltung der Vogtei Morges. Nach dem Zusammenbruch des Ancien Régime gehörte Denges von 1798 bis 1803 während der Helvetik zum Kanton Léman, der anschliessend mit der Inkraftsetzung der Mediationsverfassung im Kanton Waadt aufging. 1798 wurde es dem Bezirk Morges zugeteilt.

## Sehenswürdigkeiten
Die aus dem 17. Jahrhundert stammende Kapelle wurde 1775 zum Gemeindehaus umgebaut. Die heutige Kapelle an einem leicht erhöhten Standort westlich des Dorfes wurde 1973 erbaut. Denges gehört zur Pfarrei Lonay.